# Cantuaria vellosa
Cantuaria vellosa là một loài nhện trong họ Idiopidae.
Loài này thuộc chi Cantuaria. Cantuaria vellosa được Raymond Robert Forster miêu tả năm 1968.